# The Doobie Brothers (альбом)
The Doobie Brothers — дебютный студийный альбом американской рок-группы The Doobie Brothers. Альбом был выпущен 30 апреля 1971 года. Это их единственный официальный студийный альбом с басистом Дейвом Шогреном на всех треках, который ушёл во время записи второго альбома.
Первый сингл с альбома «Nobody» не смог добиться успеха, как и сам альбом. Сингл был переиздан в 1974 году после того, как группа стала успешно гастролировать и записываться достигнув № 58 на Billboard Hot 100. «Nobody» позже была перезаписана для альбома 2010 года World Gone Crazy.

## История создания
В 1969 году барабанщик Джон Хартман прибыл в Калифорнию в надежде присоединиться к группе Скипа Спенса, основателя Moby Grape. Из этой затеи ничего не вышло, но Спенс познакомил Хартмана с гитаристом Томом Джонстоном из Сан-Хосе. Оба музыканта быстро нашли общий язык, сформировав тем самым ядро трио Pud. Третьим участником бас-гитарист Грег Мёрфи. Долго в составе он не продержался и был вскоре заменён Дейвом Шогреном. Поворотной точкой дальнейшей истории стало появление гитариста Патрика Симмонса, чья пальцевая манера игры удивительным образом дополняла ритм-н-блюзовый стиль Джонстона. Таким образом, формирование группы, вскоре получившей название The Doobie Brothers, было завершено в марте 1970 года.
С самого начала формация сделала ставку на интенсивные концертные выступления и довольно скоро приобрела известность по всей Южной Калифорнии. Своими энергичными шоу музыканты создали модель, которой следовали на протяжении всей своей карьеры, и приобрели локальную репутацию отличных концертных исполнителей, сформировав устойчивую базу поклонников среди местных байкеров. В то же время в студийной работе артисты не имели тогда малейшего опыта.
В декабре 1972 года Симмонс вспоминал: «К моменту записи первого альбома, мы в сущности ещё не являлись группой. Мы были старыми друзьями и просто кайфовали в студиях. Мы вообще не планировали делать альбом, но демо вышли настолько хорошими, что мы решили отправить их в Warner Bros. — и они им понравились». Демозаписи попались на глаза Теду Темплману, A&R-менеджеру, занявшему эту должность только в сентябре 1970 года.
К концу 1970 года The Doobie Brothers вышли на подписание контракта с данным звукозаписывающим лейблом. 19 декабря в Cash Box было опубликовано официальное сообщение об этом. Запись должна была пройти в Pacific Recording Studios, расположенной в Сан-Матео и принадлежавшей компании Captain America Productions, под присмотром её владельцев: Марти Кона и Пола Курсио, а также специалистов Warner: Ленни Варонкера и Теда Темплмана.

## Восприятие
По мнению Джеффа Джайлза, автора статьи для Ultimate Classic Rock о диске, вся неопытность и невинность начинающей группы отражена в The Doobie Brothers, который, как и свойственно многим другим дебютным пластинкам, запечатлел музыкантов в процессе разработки своего собственного звучания. Альбом не попал в чарты, и особой известности ансамблю не принёс, но анализируя его в ретроспективе, было легко понять почему Warner Bros. отреагировали на демозаписи The Doobie Brothers, разглядев в нём зарождающийся потенциал.

## Список композиций
| №  | Название            | Автор(ы)                     | Ведущий вокал | Длительность |
| -- | ------------------- | ---------------------------- | ------------- | ------------ |
| 1. | «Nobody»            | Том Джонстон                 | Том Джонстон  | 3:42         |
| 2. | «Slippery St. Paul» | Патрик Симмонс, Том Джонстон | Том Джонстон  | 2:14         |
| 3. | «Greenwood Creek»   | Том Джонстон                 | Том Джонстон  | 3:04         |
| 4. | «It Won’t Be Right» | Том Джонстон                 | Том Джонстон  | 2:38         |
| 5. | «Travelin’ Man»     | Том Джонстон                 | Том Джонстон  | 4:25         |

| №                   | Название                    | Автор(ы)            | Ведущий вокал       | Длительность |
| ------------------- | --------------------------- | ------------------- | ------------------- | ------------ |
| 1.                  | «Feelin’ Down Farther»      | Том Джонстон        | Том Джонстон        | 4:20         |
| 2.                  | «The Master»                | Том Джонстон        | Том Джонстон        | 3:30         |
| 3.                  | «Growin’ a Little Each Day» | Том Джонстон        | Том Джонстон        | 3:20         |
| 4.                  | «Beehive State»             | Рэнди Ньюман        | Том Джонстон        | 2:42         |
| 5.                  | «Closer Every Day»          | Патрик Симмонс      | Патрик Симмонс      | 4:19         |
| 6.                  | «Chicago»                   | Патрик Симмонс      | Том Джонстон        | 1:40         |
| Общая длительность: | Общая длительность:         | Общая длительность: | Общая длительность: | 35:54        |

## Участники записи
Приведены по сведениям базы данных Discogs.
| The Doobie Brothers: - Том Джонстон — гитара, гармоника, фортепиано, вокал - Патрик Симмонс — гитара, вокал - Дейв Шогрен — бас, орган, вокал - Джон Хартман — ударные Технический персонал: - Ленни Варонкер — музыкальный продюсер - Тед Темплман — музыкальный продюсер | Технический персонал: - Марти Кон — исполнительный продюсер, звукорежиссёр - Пол Курсио — исполнительный продюсер - The Doobie Brothers — аранжировки - Эд Трэшер — арт-директор - Джим Маршалл — фотографии Переиздание 1995 года - Ли Хершберг — мастеринг-инженер, цифровой мастеринг |